# 天統 (渤海)
天統（てんとう）は、韓国・北朝鮮の学界が主張している、渤海国の建国者・大祚栄の治世で使用していたとする元号。使用していたとするならば、期間は、699年から719年まで。

## 概要
中国、日本、朝鮮の正史では、大祚栄の治世で元号を使用していたという記録は一切存在せず、大祚栄の父の乞乞仲象の後裔を自称している大集成を始祖とする朝鮮氏族「俠溪太氏」の族譜、および偽書という評価がある『桓檀古記』に記録されるのみである。しかし、韓国の歴史教科書は、大祚栄の治世において「天統」が使用され、期間は699年から719年と記述している。李孝珩（朝鮮語: 이효형、釜山大学）は、「天統」は、「俠溪太氏」の族譜に登場するが、それ以外の信頼できる史料には記録されず、歴史学者は族譜は史料として問題が多いことから利用を控えており、「天統」を使用していたのかは不明であり、多くの考証を要するのに、歴史教科書に記述する必要があるのか疑問である、と批判している。
今西龍は、大倧教の檀君の制誥とする「三一檀誥」のなかに、大興三年の跋、天統一七年三月三日、盤安郡王野勃（大祚栄の弟）の奉勅の序、任雅相（大武芸の舅）の奉勅註解などを載せていることを、「大興は渤海大欽茂の年号なれども、天統の年号、野勃、其他みな烏有のものにして実に怪訝を極めたるものという可し」として、「天統」の元号にたいして不信感を示している。